# Pierre Joly
Pour les articles homonymes, voir Pierre Joly (homonymie) et Joly.
Pierre Joly, né le 2 janvier 1930, est un pharmacien et chercheur français en pharmacologie.

## Biographie
Pierre Joly est le fils de Constantin Joly, dentiste, et de Philomène Desmarais. Il a un frère dentiste, Jean Joly. Il a une formation de pharmacien et a été interne des hôpitaux de Paris (1951-1956). Il s'est ensuite orienté vers la recherche pharmaceutique industrielle d'abord chez Pechiney Ugine Kuhlmann puis chez Roussel-Uclaf dont il a été vice-président du directoire et directeur général de 1972 à 1993.
De 1993 à 2010, il a présidé la Fondation pour la recherche médicale. Il a aussi été président de la Fédération française des industries du médicament, et de l'Association française pour la recherche thérapeutique.
Pierre Joly a été élu membre titulaire de l'Académie nationale de médecine le 11 novembre 1994.

## Distinctions
- 1978 : membre titulaire de l'Académie nationale de pharmacie qu'il a présidé en 2003.
- 1994 : membre titulaire de l'Académie nationale de médecine qu'il préside en 2011.

## Publications
- Le Système de santé français : un défi pour tous, éditions d'Organisation (1993)
- Christian Bonah et Anne Rasmussen (préf. Pierre Joly), Histoire et médicament aux XIXe et XXe siècles, éditions Glyphe, 2005 (ISBN 9782911119590).
- Les Médicaments du futur, éditions Odile Jacob, 2009, 240 p. (ISBN 9782738121271)
- Des idées plein les cheveux, Kennes éditions, 2022  (ISBN 978-2-38075-643-2)